# Nibelungenfestspiele Worms

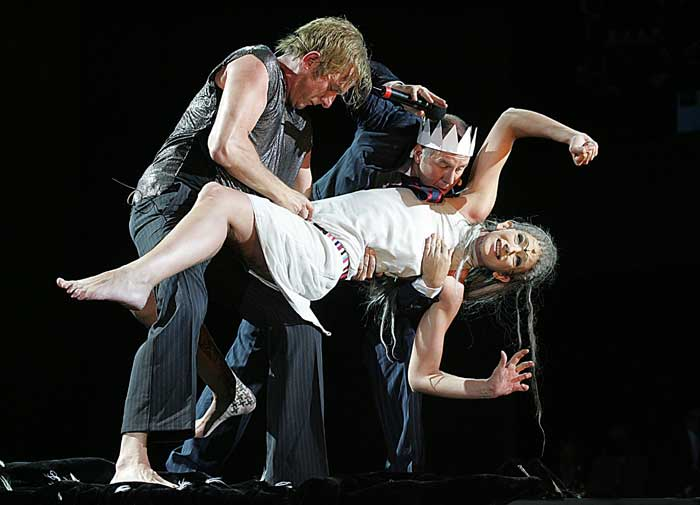
Nibelungen Worms 2004

Le Festival des Nibelungen Worms (en allemand : Nibelungen-Festspiele Worms) est un festival de théâtre qui a lieu chaque année depuis sa première représentation en 2002, généralement en fin juillet/début août dans le cadre de l'été culturel de Rhénanie-Palatinat (de). Le lieu de la représentation est une scène en plein air située directement en face de la Cathédrale Saint-Pierre de Worms. Klaus Naseband a été nommé directeur fondateur. Dieter Wedel a été réalisateur de 2003 jusqu'à la production de 2014. Le producteur Nico Hofmann est directeur du Festival des Nibelungen depuis 2015.

## Histoire
Fondé sous le Troisième Reich en 1937, le Festival des Nibelungen, qui s'est déroulé jusqu'en 1939, présentait en exclusivité le drame en trois parties de Hebbel, Les Nibelungen (de) de 1861. Une tentative de redémarrage du festival en 1956 fut sans succès durable.
La première production du Festival des Nibelungen a eu lieu en 2002 afin de rétablir Worms comme ville de festival. Des grands noms du théâtre et du cinéma tels que Dieter Wedel, Mario Adorf et Maria Schrader ont été embauchés pour attirer l'attention dans tout le pays. La première représentation, une version de Moritz Rinke, a eu lieu devant le portail sud de la cathédrale de Worms. À l'été 2010, pour des raisons financières, une version improvisée du festival « Diable, Dieu et Empereur - Improvisations sur l'époque de la création du Nibelungenlied » a été jouée à plus petite échelle sur la Platz der Partnerschaft et a inclus l'ambiance proche du Cathédrale Impériale. En 2011, à l'occasion du 10e anniversaire du Festival des Nibelungen, une grande représentation en plein air a eu lieu devant la cathédrale impériale de Worms. On présentait Die Geschichte des Joseph Süß Oppenheimer, genannt Jud Süß (littéralement : histoire de Joseph Süß Oppenheimer, connu sous le nom de Jud Süß).
Depuis 2018, la ville de Worms et le Festival des Nibelungen décernent le Mario-Adorf-Preis sous l'aura de l'acteur Mario Adorf. Il est décerné aux acteurs, scénographes, metteurs en scène ou autres membres du Festival Nibelungen qui se distinguent par une réalisation artistique exceptionnelle. Adorf lui-même est membre du conseil d'administration du festival et siège au jury. Il a entre autres initié le festival en 2002 et y a participé en tant qu'acteur en 2002 et 2003,. Le prix est une stèle en verre avec un motif de dragon de l'illustrateur Hendrik Dorgathen et est doté de 10 000 euros.

## Productions
Depuis le lancement du festival en 2002, il y a eu chaque année des performances de différents auteurs et régisseurs/producteurs changeants.
| Année | Auteur                         | Régie             | Titre                                                                                        |
| 2002  | Moritz Rinke                   | Dieter Wedel      | Die Nibelungen                                                                               |
| 2003  | Moritz Rinke                   | Dieter Wedel      | Die Nibelungen                                                                               |
| 2004  | Friedrich Hebbel               | Karin Beier       | Die Nibelungen Ein deutsches Trauerspiel                                                     |
| 2005  | Friedrich Hebbel               | Karin Beier       | Die Nibelungen Ein deutsches Trauerspiel                                                     |
| 2006  | Moritz Rinke                   | Dieter Wedel      | Die Nibelungen Siegfrieds Frauen                                                             |
| 2007  | Moritz Rinke                   | Dieter Wedel      | Die Nibelungen Die letzten Tage von Burgund                                                  |
| 2008  | Moritz Rinke                   | Dieter Wedel      | Die neuen Nibelungen „Siegfrieds Frauen“ und „Die letzten Tage von Burgund“                  |
| 2009  | John von Düffel                | Gil Mehmert       | Das Leben des Siegfried                                                                      |
| 2010  | Dieter Wedel                   | Dieter Wedel      | „Teufel, Gott und Kaiser“ Improvisationen über eine Zeit, in der das Nibelungenlied entstand |
| 2011  | Jehoschua Sobol                | Dieter Wedel      | „Die Geschichte des Joseph Süß Oppenheimer genannt Jud Süß“                                  |
| 2012  | Jehoschua Sobol                | Dieter Wedel      | „Das Vermögen des Herrn Süss“                                                                |
| 2013  | Dieter Wedel                   | Dieter Wedel      | Die Nibelungen Neuinszenierung „Hebbels Nibelungen - born to die“                            |
| 20114 | Dieter Wedel                   | Dieter Wedel      | Hebbels Nibelungen „Born this way“                                                           |
| 2015  | Albert Ostermaier              | Thomas Schadt     | „GEMETZEL“                                                                                   |
| 2016  | Albert Ostermaier              | Nuran David Calis | „GOLD. Der Film der Nibelungen“                                                              |
| 2017  | Albert Ostermaier              | Nuran David Calis | „GLUT. Siegfried von Arabien“                                                                |
| 2018  | Roger Vontobel                 | Nico Hofmann      | „Siegfrieds Erben“                                                                           |
| 2019  | Thomas Melle                   | Lilja Rupprecht   | „Überwältigung“                                                                              |
| 2021  | Lukas Bärfuss                  | Ildikó Gáspár     | „Luther“                                                                                     |
| 2022  | Ferdinand Schmalz              | Roger Vontobel    | „hildensaga. ein königinnendrama“                                                            |
| 2023  | Maria Milisavljević            | Pınar Karabulut   | BRYNHILD                                                                                     |
| 2024  | Feridun Zaimoglu Günter Senkel | Roger Vontobel    | Der Diplomat                                                                                 |
| 2025  | Roland Schimmelpfennig         | Mina Salehpour    | See aus Asche – Das Lied der Nibelungen                                                      |